# Sujata Koirala
Sujata Koirala (...) è una politica nepalese, influente membro del Partito del Congresso Nepalese e attualmente membro del Governo transitorio del Nepal.

## Biografia
Sujata è la figlia di Girija Prasad Koirala e fa parte di una influente famiglia di politici nepalesi di casta braminica.
Sujata, anche grazie ai suoi legami familiari, è divenuta una delle guide del Partito del Congresso ed è membro del Comitato esecutivo centrale del Partito. Sembra che il discorso del padre sulla eventualità di un prossimo primo ministro donna e la successiva nomina di Sujata a membro del Parlamento e Ministro senza portafoglio addetto alla Presidenza del Consiglio (giuramento 11 gennaio 2008) sia da interpretare come un passaggio di consegne.
Molti esponenti dei partiti dell'alleanza di governo hanno richiesto le dimissioni di Sujata per le sue dichiarazioni a sostegno della Monarchia, che, al contrario della decisione presa dai quadri del Congresso nel settembre del 2007, ha più volte difeso.
Già il 27 novembre 2007 aveva dichiarato di essere favorevole al ripristino della costituzione del 1990, sospesa dal Governo ad interim.
Queste sono alcune frasi (liberamente tradotte dall'inglese) a sostegno della Monarchia pronunciate da Sujata dinanzi ai giornalisti a Biratnagar il 12 gennaio 2008, il giorno dopo il suo giuramento da ministro:
- "Una Nazione deve avere la sua propria identità, e nel caso del Nepal è la Monarchia"
- "Un Re può essere calunniato, ma non l'istituzione monarchica"

## Scandali
Sujata è stata coinvolta nello scandalo delle linee aeree della compagnia di bandiera nepalese.